# TT 5 (Paralympics)
TT 5 (auch generisch Class 5 oder Klasse 5) ist eine Startklasse der paralympischen Sportarten für Sportler im Tischtennis.
Die Zugehörigkeit von Sportlern zur Startklasse ist wie folgt skizziert:
„Der Spieler hat Rumpfkontrolle, der Rumpf kann in sagittaler Ebene bewusst und ohne die Hilfe des freien Armes nach vorne geneigt und aufgerichtet werden. Signifikante Stoßbewegungen mit den Oberschenkeln oder sogar den Füßen sind möglich. Die Handhabung des Rollstuhls ist optimal, aufgrund der guten Rumpfpositionierung nach vorne und nach hinten. Einige seitliche Bewegungen sind möglich.“
Die Klasseneinteilung TT 1 – TT 10 kennzeichnet den für Tischtenniswettbewerbe wettbewerbsrelevanten Grad der funktionellen Körperbehinderung eines Sportlers. Niedrige Klassenziffern zeigen einen höheren Grad der Beeinträchtigung an als hohe Klassenziffern. Sportler mit den Klassenziffern 1–5 starten sitzend (Rollstuhl), Sportler mit den Klassenziffern 6–10 stehend. Sportler mit intellektueller Beeinträchtigung starten in der Klasse TT 11.